# NGC 3910
NGC 3910 (другие обозначения — UGC 6800, MCG 4-28-58, ZWG 127.63, PGC 36971) — галактика в созвездии Лев.
Этот объект входит в число перечисленных в оригинальной редакции «Нового общего каталога».
В галактике вспыхнула сверхновая SN 2013hl типа Ia, её пиковая видимая звездная величина составила 16,7.